# Chabab Rif Al Hoceima
Chabab Rif Al Hoceima is een Marokkaanse voetbalclub, gevestigd in de Marokkaanse stad Al Hoceima. De in 1953 opgerichte club speelde tussen 2011 en 2018 in de Botola Pro. Tegenwoordig komt de club uit op het één na hoogste amateurniveau. CRA speelt zijn thuiswedstrijden in Stade Mimoun Al Arsi. De traditionele uitrusting van Chabab Rif Al Hoceima bestaat uit een blauw en wit tenue.

## Historie
De in 1953 opgerichte Chabab Rif Al Hoceima (CRA) is een voetbalclub die de stad Al Hoceima in het seizoen 2016/17 speelt in de Botola Maroc Telecom, de hoogste Marokkaanse voetbaldivisie.
De club promoveerde in 2010 voor het eerst naar de Botola Maroc Telecom, de hoogste Marokkaanse voetbaldivisie.
In 2018 werd Mounir El Hamdaoui aangesteld als de nieuwe technisch directeur. De ouders van de 34-jarige El Hamdaoui komen uit de regio Al Hoceima.
Als technisch directeur ging hij meteen sterk van start door zeven spelers met een verleden op de Nederlandse velden te halen. Abdel Malek El Hasnaoui, Toni Varela, Mawouna Amevor, Guy Ramos, Rafik El Hamdi, Abderrahim Loukili en Karim Loukili verbonden zich aan de Marokkaanse eersteklasser. Na een reeks intimidaties en zonder tekengeld of salaris ontvangen te hebben vertrokken ze na drie maanden weer.

## Bekende (oud-)spelers
- Mawouna Amevor
- Brahim El Bahri
- Mohamed Bouamira
- Youssef Fennich
- Rafik El Hamdi
- Abdel Malek El Hasnaoui
- Karim Loukili
- Javier Ángel Balboa Osa
- Guy Ramos
- Toni Varela
- Felitciano Zschusschen

## Bekende (oud-)trainers
- Youssef Fertout